# 北河賢三
北河 賢三（きたがわ けんぞう、1948年(昭和23年) - ）は、日本の歴史学者。専門は日本近現代史。早稲田大学教育・総合科学学術院名誉教授。
歴史学研究会に所属。研究課題は戦後日本の社会・文化史、戦時期日本の思想と文化である。

## 著書
- 『国民総動員の時代　シリーズ昭和史6』（岩波ブックレット、1989年）
- 『戦後の出発　文化運動・青年団・戦争未亡人』（青木書店、2000年）
- 『戦争と知識人』（山川出版社・日本史リブレット、2003年）
- 『戦後史のなかの生活記録運動　東北農村の青年・女性たち』（岩波書店、2014年）

## 論文
- CiNii>北河賢三